# Ерёменко, Александр Владимирович
Александр Владимирович Ерёменко (род. 10 апреля 1980, Москва) — российский хоккеист, вратарь, двукратный чемпион мира (2008, 2009), шестикратный чемпион России, заслуженный мастер спорта России (2009). Занимает второе место по количеству побед среди всех вратарей в истории КХЛ (231), уступая только Василию Кошечкину (292).

## Карьера

### Клубная карьера
Родился 10 апреля 1980 года в Москве. Воспитанник хоккейной школы московского «Динамо». В начале профессиональной карьеры выступал за менделеевский "Стандарт", тверской ТХК, челябинский «Мечел». После сезона в «Мечеле» вернулся в родное «Динамо». Середину сезона 2003/04 провёл в аренде в хабаровском «Амуре», затем вновь вернулся в «Динамо».
В сезоне 2004/05 Ерёменко вместе с «Динамо» выиграл золотые медали Суперлиги. После завершения чемпионата голкипер принял решение сменить клуб и перешёл в «Ак Барс». В составе казанского клуба Ерёменко не считался основным вратарём и за сезон провел только 25 матчей, что не помешало ему второй раз подряд завоевать чемпионский титул.
Ерёменко провёл в Казани ещё один сезон и после того, как клуб занял второе место в чемпионате, принял решение о переходе в «Салават Юлаев». В сезоне 2007/08 уфимцы впервые в своей истории завоевали титул чемпионов России, а Ерёменко смог прочно закрепить за собой роль основного вратаря. В мае 2009 года продлил контракт с уфимским клубом на четыре года. В начале сезона 2010/11 провёл 17 матчей, последний раз выходил на лёд 29 декабря 2010 года в матче с хабаровским «Амуром». По ходу сезона в команду был приглашён шведский голкипер Эрик Эрсберг, который сумел стать № 1 в воротах, вторым вратарём стал Виталий Колесник, а Ерёменко был отправлен в глухой запас.
18 мая 2011 года Ерёменко досрочно расторг соглашение с клубом, а 20 мая 2011 года подписал двухлетний контракт с родным «Динамо», в составе которого в апреле 2012 года стал обладателем Кубка Гагарина и самым ценным игроком плей-офф. В сезоне 2012/13 Ерёменко с «Динамо» снова стал чемпионом страны и обладателем Кубка Гагарина. Для него это стало третьей по счёту победой в Кубке Гагарина за последние три года. После победы москвичей в шестом матче финальной серии против «Трактора» Ерёменко во второй раз подряд получил звание самого ценного игрока плей-офф.
1 мая 2013 года Ерёменко продлил контракт на три года. По состоянию на 21 января 2018 года имел в своём активе 84 матчей, в которых он не пропустил. По этому показателю делил первое место по количеству «сухих матчей» в отечественной лиге вместе с Василием Кошечкиным.
23 марта 2022 года в возрасте 41 года провёл свой последний матч против ЦСКА (3:6)

### Карьера в сборной
Дебют в составе сборной России состоялся в 2004 году на Кубке Карьяла — тогда Ерёменко провёл один матч и пропустил три шайбы. После этого вратарь регулярно начал вызываться на матчи Евротура, а в 2005 году поехал с национальной командой на чемпионат мира, где стал бронзовым призёром, являясь при этом третьим вратарём команды и не сыграв ни одного матча. В 2007 году Ерёменко вновь стал бронзовым призёром чемпионата мира, будучи уже основным вратарём в овертайме полуфинала против сборной Финляндии именно Ерёменко пропустил курьёзный гол от Микко Койву, что отправило россиян в матч за третье место. Победный для сборной России чемпионат мира 2008 года в Канаде он также начинал основным вратарём, но уже во втором матче чемпионата против сборной Чехии получил травму, которую не смог залечить до конца турнира. В 2009 и 2010 годах Ерёменко вновь участвовал в чемпионатах мира, где, не будучи основным вратарём сборной, сыграл лишь в четырёх матчах.
В 2013 году, спустя три года, Ерёменко вновь был приглашён в сборную и принял участие в двух этапах Еврохоккейтура: Кубке Карьяла и Кубке Первого канала, а также был включён в состав на Олимпийские игры в Сочи, но, будучи третьим вратарём олимпийской сборной, не провёл на Олимпиаде ни одного матча.

## Достижения

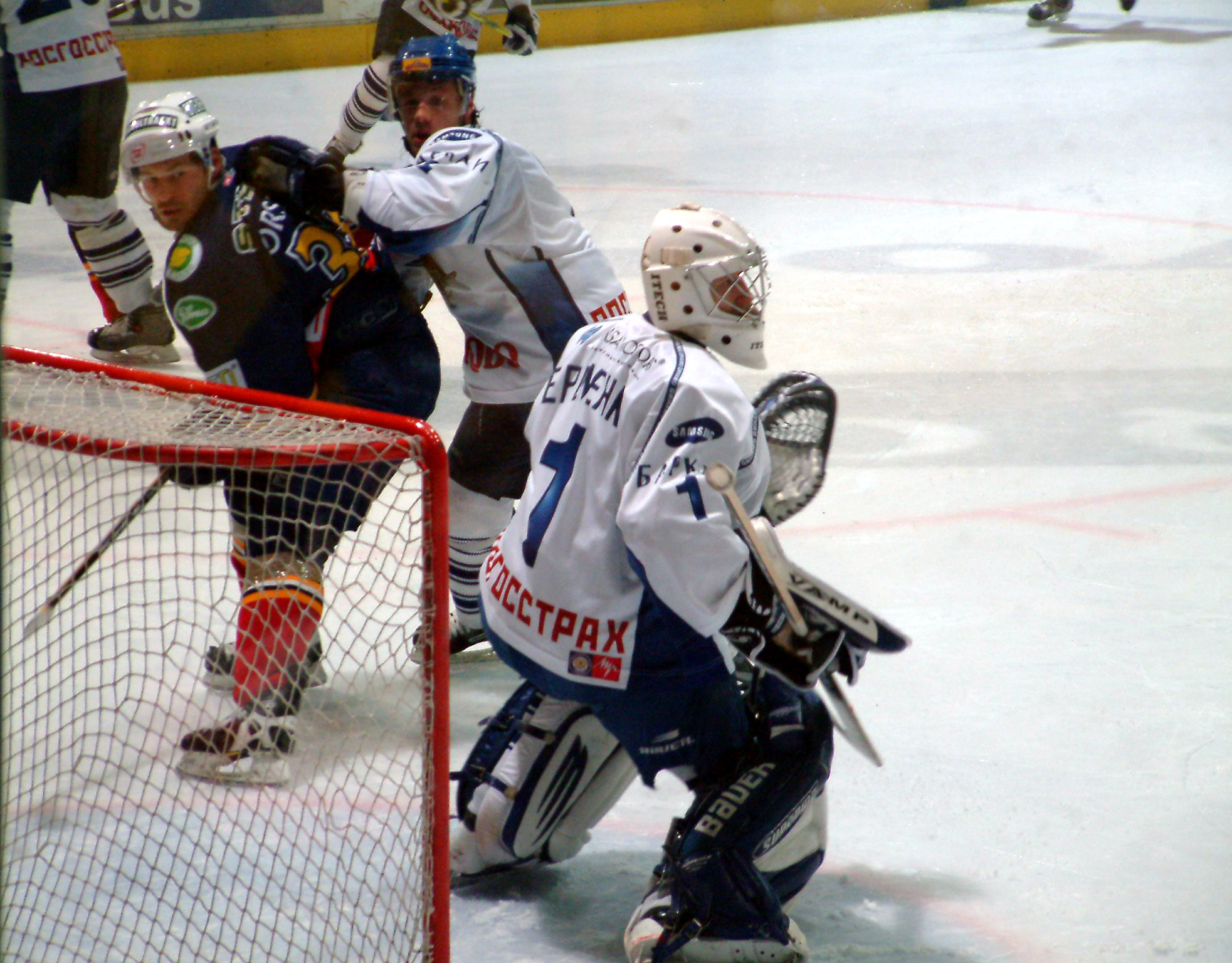
В матче Континентального кубка в сезоне 2004/2005

- Двукратный чемпион мира (2008, 2009) в составе сборной России.
- Серебряный призёр чемпионата мира (2010) в составе сборной России.
- Двукратный бронзовый призёр чемпионатов мира (2005, 2007) в составе сборной России.
- Шестикратный чемпион России (2005, 2012, 2013 — «Динамо Москва», 2006 — «Ак Барс», 2008, 2011 — «Салават Юлаев»).
- Трёхкратный обладатель Кубка Гагарина (2011 — «Салават Юлаев», 2012, 2013 — «Динамо Москва»).
- Обладатель Кубка европейских чемпионов (2007) в составе казанского «Ак Барса».
- Бронзовый призёр чемпионата России 2010, 2015, 2020
- Серебряный призёр чемпионата России (2007) в составе казанского «Ак Барса».
- Участник матча звёзд КХЛ (2009), матчей звёзд Суперлиги (2004, 2007).
- Двукратный MVP плей-офф Кубка Гагарина (2012[7], 2013[8])
- Лучший вратарь КХЛ (2012, 2013).

## Статистика

### Клубная карьера
|                         |                         |                         | Регулярный сезон | Регулярный сезон | Регулярный сезон | Регулярный сезон | Регулярный сезон | Регулярный сезон | Регулярный сезон | Регулярный сезон | Регулярный сезон | Плей-офф | Плей-офф | Плей-офф | Плей-офф | Плей-офф | Плей-офф | Плей-офф | Плей-офф |
| Сезон                   | Команда                 | Лига                    | Игр              | В                | П                | Н/Б              | Мин              | ПШ               | «0»              | КН               | %                | Игр      | В        | П        | Мин      | ПШ       | «0»      | КН       | %        |
| ----------------------- | ----------------------- | ----------------------- | ---------------- | ---------------- | ---------------- | ---------------- | ---------------- | ---------------- | ---------------- | ---------------- | ---------------- | -------- | -------- | -------- | -------- | -------- | -------- | -------- | -------- |
| 1998/99                 | Стандарт (Менделеево)   | II Лига                 | 31               | 23               | 8                | 0                | 1763             | 99               | 1                | 3.36             |                  |          |          |          |          |          |          |          |          |
| 1999/00                 | ТХК (Тверь)             | Высшая                  | 38               | 14               | 19               | 2                | 2238             | 125              | 1                | 3.35             |                  |          |          |          |          |          |          |          |          |
| 2000/01                 | ТХК (Тверь)             | Высшая                  | 31               | 8                | 16               | 3                | 1830             | 89               | 0                | 2.92             |                  |          |          |          |          |          |          |          |          |
| 2000/01                 | Динамо (Москва)         | РСЛ                     | 1                | 0                | 1                | 0                | 60               | 4                | 0                | 4.00             |                  | —        | —        | —        | —        | —        | —        | —        |          |
| 2001/02                 | Мечел (Челябинск)       | РСЛ                     | 21               | 9                | 5                | 3                | 1167             | 42               | 5                | 2.16             |                  | —        | —        | —        | —        | —        | —        | —        |          |
| 2002/03                 | Динамо (Москва)         | РСЛ                     | 17               | 8                | 2                | 4                | 940              | 28               | 3                | 1.79             |                  | 0        | —        | —        | —        | —        | —        | —        |          |
| 2003/04                 | Амур (Хабаровск)        | РСЛ                     | 11               | 4                | 4                | 2                | 659              | 19               | 4                | 1.73             |                  |          |          |          |          |          |          |          |          |
| 2003/04                 | Динамо (Москва)         | РСЛ                     | 6                | 3                | 0                | 1                | 294              | 3                | 1                | 0.61             |                  | 3        | 0        | 3        | 152      | 4        | 0        | 1.57     |          |
| 2004/05                 | Динамо (Москва)         | РСЛ                     | 34               | 19               | 9                | 5                | 2056             | 73               | 7                | 2.13             |                  | 1        | 0        | 0        | 20       | 0        | 0        | 0.00     |          |
| 2005/06                 | Ак Барс (Казань)        | РСЛ                     | 22               | 12               | 3                | 4                | 1252             | 42               | 1                | 2.01             |                  | 3        | 2        | 0        | 174      | 6        | 0        | 2.06     |          |
| 2006/07                 | Ак Барс (Казань)        | РСЛ                     | 27               | 16               | 2                | 3                | 1404             | 44               | 3                | 1.88             |                  | 2        | 0        | 0        | 29       | 1        | 0        | 2.06     |          |
| 2007/08                 | Салават Юлаев (Уфа)     | РСЛ                     | 33               | 23               | 6                | 2                | 1942             | 70               | 4                | 2.16             |                  | 13       | 10       | 3        | 778      | 18       | 3        | 1.39     |          |
| Всего в Суперлиге       | Всего в Суперлиге       | Всего в Суперлиге       | 172              | 94               | 32               | 24               | 9775             | 325              | 28               | 1.99             |                  | 22       | 12       | 6        | 1155     | 29       | 3        | 1.51     |          |
| 2008/09                 | Салават Юлаев (Уфа)     | КХЛ                     | 36               | 27               | 4                | 2                | 2036             | 59               | 3                | 1.74             | 93.7             | 4        | 1        | 3        | 255      | 9        | 1        | 2.12     | 92.7     |
| 2009/10                 | Салават Юлаев (Уфа)     | КХЛ                     | 32               | 24               | 4                | 0                | 1770             | 52               | 2                | 1.76             | 93.1             | 12       | 8        | 4        | 726      | 20       | 1        | 1.65     | 93.4     |
| 2010/11                 | Салават Юлаев (Уфа)     | КХЛ                     | 17               | 8                | 3                | 2                | 965              | 51               | 0                | 3.17             | 89.8             | 0        | —        | —        | —        | —        | —        | —        | —        |
| 2011/12                 | Динамо (Москва)         | КХЛ                     | 35               | 18               | 9                | 5                | 1975             | 63               | 6                | 1.91             | 92.0             | 21       | 16       | 5        | 1304     | 34       | 3        | 1.56     | 94.3     |
| 2012/13                 | Динамо (Москва)         | КХЛ                     | 30               | 17               | 7                | 6                | 1784             | 55               | 5                | 1.85             | 93.1             | 21       | 16       | 5        | 1309     | 38       | 3        | 1.74     | 93.4     |
| 2013/14                 | Динамо (Москва)         | КХЛ                     | 31               | 23               | 5                | 3                | 1870             | 58               | 6                | 1.86             | 93.0             | 7        | 3        | 4        | 444      | 16       | 1        | 2.16     | 91.5     |
| Всего в КХЛ             | Всего в КХЛ             | Всего в КХЛ             | 181              | 117              | 32               | 18               | 10400            | 338              | 22               | 1.95             | 92.6             | 65       | 44       | 21       | 4038     | 117      | 9        | 1.74     | 93.4     |
| Всего в Суперлиге и КХЛ | Всего в Суперлиге и КХЛ | Всего в Суперлиге и КХЛ | 353              | 211              | 64               | 42               | 20175            | 663              | 50               | 1.97             |                  | 87       | 56       | 27       | 5193     | 146      | 12       | 1.69     |          |

### Международные соревнования
| Турнир  | Место | Игр | В  | П | Мин    | ПШ | «0» | КН   | %     |
| ------- | ----- | --- | -- | - | ------ | -- | --- | ---- | ----- |
| ЧМ-2005 | 3     | 0   | —  | — | —      | —  | —   | —    | —     |
| ЧМ-2007 | 3     | 6   | 5  | 1 | 365:40 | 6  | 2   | 0.98 | 95.74 |
| ЧМ-2008 | 1     | 2   | 1  | 0 | 85:44  | 3  | 0   | 2.10 | 91.67 |
| ЧМ-2009 | 1     | 3   | 3  | 0 | 140:00 | 3  | 0   | 1.29 | 94.74 |
| ЧМ-2010 | 2     | 1   | 1  | 0 | 60:00  | 1  | 0   | 1.00 | 94.74 |
| ОИ-2014 | 5     | 0   | —  | — | —      | —  | —   | —    | —     |
| Всего   | Всего | 12  | 10 | 1 | 651:24 | 13 | 2   | 1.20 | 94.86 |

## Личная жизнь
Жена Анна. Двое сыновей — Максим и Алексей, дочь Вероника.

## Награды
- Орден Дружбы (6 июня 2023 года) — за высокие спортивные достижения, большой вклад в популяризацию отечественного спорта и активное участие в развитии физической культуры страны[10].
- Медаль ордена «За заслуги перед Отечеством» II степени (30 июня 2009 года) — за большой вклад в победу национальной сборной команды России по хоккею на чемпионатах мира в 2008 и 2009 годах[11]